# أندرو بلاك (مجدف)
أندرو بلاك (بالإنجليزية: Andrew Black)‏ هو مجدف أسترالي، ولد في 22 يناير 1971.

## وصلات خارجية
- أندرو بلاك على موقع الاتحاد الدولي للتجديف (الإنجليزية)